# Jack Sock
Jack Sock (* 24. September 1992 in Lincoln, Nebraska) ist ein ehemaliger US-amerikanischer Tennisspieler.

## Karriere
Sock gewann 2010 die Einzelkonkurrenz bei den US Open der Junioren.
Als Profi begann er im selben Jahr, als er mit einer Wildcard im Hauptfeld der US Open spielte. Er verlor gegen Marco Chiudinelli und war am Ende der Saison auf Rang 878 der Weltrangliste notiert. 2011 erhielt er auch eine Wildcard für das Miami Masters und erneut für die US Open. Bei seinem zweiten Grand-Slam-Auftritt gelang ihm mit einem 3:1-Erfolg über Marc Gicquel sein erster Sieg. In der zweiten Runde unterlag er Andy Roddick klar in drei Sätzen. Während er in der Doppelkonkurrenz bereits in der ersten Runde ausschied, gelang ihm im Mixed zusammen mit Melanie Oudin eine der größten Überraschungen des Turniers. Ebenfalls mit einer Wildcard ausgestattet besiegten sie unter anderem im Achtelfinale die Titelverteidiger und haushohen Favoriten Liezel Huber und Bob Bryan mit 6:2, 3:6, [10:6]; es folgten ein glatter Zweisatzsieg über Barbora Záhlavová-Strýcová und Philipp Petzschner sowie ein kampfloses Weiterkommen gegen Jelena Wesnina und Leander Paes. Im Finale trafen Oudin und Sock auf die an Position 8 gesetzten Argentinier Gisela Dulko und Eduardo Schwank, die sie knapp mit 7:64, 4:6 und [10:8] besiegten. Für die US Open 2012 erhielt Sock dort seine dritte Wildcard in Folge. Mit dem Erreichen der dritten Runde im Einzel und Runde zwei im Doppel gelang ihm in beiden Wettbewerben sein bisher bestes Ergebnis.
In Wimbledon gewann er 2014 mit Vasek Pospisil als ungesetzte Paarung die Doppelkonkurrenz. Dabei besiegten sie vier der acht besten Doppelpaarungen, darunter im Finale Bob und Mike Bryan, die sie in fünf Sätzen bezwangen. Sock und Pospisil gewannen kurz darauf auch das Turnier in Atlanta und erreichte das Finale von Cincinnati. In Cincinnati unterlagen sie Bob und Mike Bryan klar in zwei Sätzen. An der Seite von Treat Huey erreichte Sock in Stockholm ein weiteres Endspiel einer Doppelkonkurrenz. Im Oktober stand er im Einzel erstmals in den Top 50, während er im Doppel mit Rang 13 seine bis dahin höchste Platzierung erreichte.
Im April 2015 gewann er mit den US Men’s Clay Court Championships sein erstes Turnier auf der ATP World Tour. Im Finale besiegte er seinen Landsmann Sam Querrey. In Stockholm erreichte er ein weiteres Finale, das er gegen Tomáš Berdych verlor. Im Doppel gewann er zwei Titel mit Vasek Pospisil, darunter das Masters in Indian Wells. Außerdem standen die beiden bei den Masters-Turnieren in Miami und Paris jeweils im Endspiel. Einen dritten Doppeltitel gewann er mit Nicholas Monroe. Im Mai 2015 erreichte er in der Doppelweltrangliste Platz 6.
Jack Sock startete mit guter Form in die Saison 2016 und erreichte bei seiner ersten Turnierteilnahme in Auckland das Finale, in dem er jedoch verletzungsbedingt aufgeben musste. Auch in Houston und Stockholm musste er sich erst im Endspiel geschlagen geben. Auf Grand-Slam-Ebene schaffte er bei den US Open das zweite Mal nach den French Open im Vorjahr ein Achtelfinale zu erreichen, nachdem er in der dritten Runde den Weltranglisten-9. Marin Čilić schlug. Dort unterlag er dem Franzosen Jo-Wilfried Tsonga in vier Sätzen. Das Jahr beendete er auf dem 23. Rang, seinem besten Ergebnis zu Jahresende.
2017 verbesserte er sein Ergebnis des Vorjahres in Auckland und gewann im Finale dort gegen João Sousa. Nach einem weiteren Turniersieg in Delray Beach, wo er im Finale vom Nichtantritt von Milos Raonic profitierte, überzeugte er auch bei einem ATP World Tour Masters 1000. Beim Sunshine Double stand er in Indian Wells zunächst im Halbfinale und in der Folgewoche in Miami im Viertelfinale. Die Überflieger der Saison, Roger Federer und Rafael Nadal, waren jeweils die Endstation. Nach weniger guten Ergebnissen bei den Grand-Slam-Turnieren feierte Sock seinen größten Erfolg kurz vor Ende der Saison. Beim Masters von Paris spielte er – nur an Position 16 gesetzt – im Finale gegen einen weiteren Überraschungsfinalisten und Qualifikanten Filip Krajinović und gewann in drei Sätzen, nachdem die Favoriten zuvor alle früh gescheitert waren. Damit war er auch erstmals für die ATP Finals qualifiziert. Hier überraschte er mit Siegen gegen Čilić und Alexander Zverev erneut und erreichte das Halbfinale, wo er sich dem späteren Turniersieger Grigor Dimitrow geschlagen geben musste. Das Jahr beendete er auf seinem Karrierehoch, dem achten Rang der Weltrangliste.
Er gewann 2018 an der Seite von Mike Bryan, dessen Bruder Bob sich zuvor bei den French Open verletzt hatte, erneut die Doppelkonkurrenz von Wimbledon. Im Mixed erreichte er mit Sloane Stephens das Achtelfinale. Darüber hinaus konnte er mit Mike Bryan erstmals die Doppelkonkurrenz der US Open sowie die ATP Finals in London gewinnen. Somit beendete Sock das Jahr als Weltranglisten-Zweiter im Doppel. Im Einzel verlief das Jahr deutlich enttäuschender. Nur beim Masters in Paris gewann er, als Titelverteidiger gestartet, mehr als ein Match. Dadurch fiel er aus den Top 100.
Bei den Australian Open 2019 ging er im Doppel wieder mit Jackson Withrow an den Start, nachdem sich Bob Bryan von seiner Verletzung erholt hatte.
Nach den US Open 2023 beendete er seine Tenniskarriere.
Im Juli 2025 kehrte er an der Seite des Milliardärs Bill Ackman bei den Hall of Fame Open 2025 für ein Match zurück. Sie unterlagen in der ersten Runde.

## Erfolge
| Legende (Anzahl der Siege)      |
| Grand Slam (4)                  |
| Olympische Spiele (1)           |
| ATP World Tour Finals (1)       |
| ATP World Tour Masters 1000 (5) |
| ATP World Tour 500 (2)          |
| ATP World Tour 250 (10)         |
| ATP Challenger Tour (5)         |

| Titel nach Belag |
| Hartplatz (18)   |
| Sand (2)         |
| Rasen (3)        |

### Einzel

#### Turniersiege

##### ATP World Tour
| Nr. | Datum            | Turnier      | Belag         | Finalgegner      | Ergebnis      |
| --- | ---------------- | ------------ | ------------- | ---------------- | ------------- |
| 1.  | 12. April 2015   | Houston      | Sand          | Sam Querrey      | 7:69, 7:62    |
| 2.  | 14. Januar 2017  | Auckland     | Hartplatz     | João Sousa       | 6:3, 5:7, 6:3 |
| 3.  | 26. Februar 2017 | Delray Beach | Hartplatz     | Milos Raonic     | kampflos      |
| 4.  | 5. November 2017 | Paris        | Hartplatz (i) | Filip Krajinović | 5:7, 6:4, 6:1 |

##### ATP Challenger Tour
| Nr. | Datum            | Turnier     | Belag         | Finalgegner        | Ergebnis       |
| --- | ---------------- | ----------- | ------------- | ------------------ | -------------- |
| 1.  | 14. Oktober 2012 | Tiburon     | Hartplatz (i) | Mischa Zverev      | 6:1, 1:6, 7:63 |
| 2.  | 6. Juli 2013     | Winnetka    | Hartplatz     | Bradley Klahn      | 6:4, 6:2       |
| 3.  | 6. Juni 2021     | Little Rock | Hartplatz     | Emilio Gómez       | 7:5, 6:4       |
| 4.  | 1. Mai 2022      | Savannah    | Sand          | Christian Harrison | 6:4, 6:1       |

#### Finalteilnahmen
| Nr. | Datum            | Turnier       | Belag         | Finalgegner           | Ergebnis        |
| --- | ---------------- | ------------- | ------------- | --------------------- | --------------- |
| 1.  | 25. Oktober 2015 | Stockholm (1) | Hartplatz (i) | Tomáš Berdych         | 6:71, 2:6       |
| 2.  | 16. Januar 2016  | Auckland      | Hartplatz     | Roberto Bautista Agut | 1:6, 0:1 aufgg. |
| 3.  | 10. April 2016   | Houston       | Sand          | Juan Mónaco           | 6:3, 3:6, 5:7   |
| 4.  | 23. Oktober 2016 | Stockholm (2) | Hartplatz (i) | Juan Martín del Potro | 5:7, 1:6        |

### Doppel

#### Turniersiege

##### ATP World Tour
| Nr. | Datum             | Turnier          | Belag         | Partner           | Finalgegner                              | Ergebnis                  |
| --- | ----------------- | ---------------- | ------------- | ----------------- | ---------------------------------------- | ------------------------- |
| 1.  | 3. März 2013      | Delray Beach (1) | Hartplatz     | James Blake       | Maks Mirny Horia Tecău                   | 6:4, 6:4                  |
| 2.  | 5. Juli 2014      | Wimbledon (1)    | Rasen         | Vasek Pospisil    | Bob Bryan Mike Bryan                     | 7:65, 6:73, 6:4, 3:6, 7:5 |
| 3.  | 27. Juli 2014     | Atlanta          | Hartplatz     | Vasek Pospisil    | Steve Johnson Sam Querrey                | 6:3, 5:7, [10:5]          |
| 4.  | 22. März 2015     | Indian Wells (1) | Hartplatz     | Vasek Pospisil    | Simone Bolelli Fabio Fognini             | 6:4, 6:73, [10:7]         |
| 5.  | 11. Oktober 2015  | Peking           | Hartplatz     | Vasek Pospisil    | Daniel Nestor Édouard Roger-Vasselin     | 3:6, 6:3, [10:6]          |
| 6.  | 25. Oktober 2015  | Stockholm        | Hartplatz (i) | Nicholas Monroe   | Mate Pavić Michael Venus                 | 7:5, 6:2                  |
| 7.  | 16. Oktober 2016  | Shanghai         | Hartplatz     | John Isner        | Henri Kontinen John Peers                | 6:4, 6:4                  |
| 8.  | 30. Oktober 2016  | Basel            | Hartplatz (i) | Marcel Granollers | Robert Lindstedt Michael Venus           | 6:3, 6:4                  |
| 9.  | 25. Februar 2018  | Delray Beach (2) | Hartplatz     | Jackson Withrow   | Nicholas Monroe John-Patrick Smith       | 4:6, 6:4, [10:8]          |
| 10. | 18. März 2018     | Indian Wells (2) | Hartplatz     | John Isner        | Bob Bryan Mike Bryan                     | 7:64, 7:62                |
| 11. | 26. Mai 2018      | Lyon             | Sand          | Nick Kyrgios      | Roman Jebavý Matwé Middelkoop            | 7:5, 2:6, [11:9]          |
| 12. | 14. Juli 2018     | Wimbledon (2)    | Rasen         | Mike Bryan        | Raven Klaasen Michael Venus              | 6:3, 6:77, 6:3, 5:7, 7:5  |
| 13. | 7. September 2018 | US Open          | Hartplatz     | Mike Bryan        | Łukasz Kubot Marcelo Melo                | 6:3, 6:1                  |
| 14. | 18. November 2018 | London           | Hartplatz (i) | Mike Bryan        | Pierre-Hugues Herbert Nicolas Mahut      | 5:7, 6:1, [13:11]         |
| 15. | 18. Juli 2021     | Newport          | Rasen         | William Blumberg  | Austin Krajicek Vasek Pospisil           | 6:2, 7:63                 |
| 16. | 19. März 2022     | Indian Wells (3) | Hartplatz     | John Isner        | Santiago González Édouard Roger-Vasselin | 7:64, 6:3                 |
| 17. | 7. August 2022    | Washington, D.C. | Hartplatz     | Nick Kyrgios      | Ivan Dodig Austin Krajicek               | 7:5, 6:4                  |

#### Finalteilnahmen
| Nr. | Datum            | Turnier      | Belag         | Partner         | Finalgegner                         | Ergebnis          |
| --- | ---------------- | ------------ | ------------- | --------------- | ----------------------------------- | ----------------- |
| 1.  | 24. Februar 2013 | Memphis      | Hartplatz (i) | James Blake     | Bob Bryan Mike Bryan                | 1:6, 2:6          |
| 2.  | 17. August 2014  | Cincinnati   | Hartplatz     | Vasek Pospisil  | Bob Bryan Mike Bryan                | 3:6, 2:6          |
| 3.  | 19. Oktober 2014 | Stockholm    | Hartplatz (i) | Treat Huey      | Eric Butorac Raven Klaasen          | 4:6, 3:6          |
| 4.  | 4. April 2015    | Miami (1)    | Hartplatz     | Vasek Pospisil  | Bob Bryan Mike Bryan                | 3:6, 6:1, [8:10]  |
| 5.  | 8. November 2015 | Paris        | Hartplatz (i) | Vasek Pospisil  | Ivan Dodig Marcelo Melo             | 6:2, 3:6, [5:10]  |
| 6.  | 19. März 2016    | Indian Wells | Hartplatz     | Vasek Pospisil  | Pierre-Hugues Herbert Nicolas Mahut | 3:6, 6:75         |
| 7.  | 15. Mai 2016     | Rom          | Sand          | Vasek Pospisil  | Bob Bryan Mike Bryan                | 6:2, 3:6, [7:10]  |
| 8.  | 9. Oktober 2016  | Peking (1)   | Hartplatz     | Bernard Tomic   | Pablo Carreño Busta Rafael Nadal    | 7:66, 2:6, [8:10] |
| 9.  | 1. April 2017    | Miami (2)    | Hartplatz     | Nicholas Monroe | Łukasz Kubot Marcelo Melo           | 5:7, 3:6          |
| 10. | 8. Oktober 2017  | Peking (2)   | Hartplatz     | John Isner      | Henri Kontinen John Peers           | 3:6, 6:3, [7:10]  |

#### ATP Challenger Tour
| Nr. | Datum          | Turnier | Belag     | Partner          | Finalgegner                       | Ergebnis          |
| --- | -------------- | ------- | --------- | ---------------- | --------------------------------- | ----------------- |
| 1.  | 17. April 2021 | Orlando | Hartplatz | Mitchell Krueger | Christian Harrison Dennis Novikov | 4:6, 7:5, [13:11] |

### Mixed

#### Turniersiege
| Nr. | Datum             | Turnier        | Belag     | Partnerin             | Finalgegner                  | Ergebnis          |
| --- | ----------------- | -------------- | --------- | --------------------- | ---------------------------- | ----------------- |
| 1.  | 9. September 2011 | US Open        | Hartplatz | Melanie Oudin         | Gisela Dulko Eduardo Schwank | 7:64, 4:6, [10:8] |
| 2.  | 14. August 2016   | Rio de Janeiro | Hartplatz | Bethanie Mattek-Sands | Venus Williams Rajeev Ram    | 6:73, 6:1, [10:7] |

## Abschneiden bei bedeutenden Turnieren

### Einzel
| Turnier         | 2010 | 2011 | 2012 | 2013 | 2014 | 2015 | 2016 | 2017 | 2018 | 2019 | 2020 | 2021 | 2022 | Karriere |
| --------------- | ---- | ---- | ---- | ---- | ---- | ---- | ---- | ---- | ---- | ---- | ---- | ---- | ---- | -------- |
| Australian Open | —    | —    | —    | Q1   | 2    | —    | 2    | 3    | 1    | 1    | —    | —    | —    | 3        |
| French Open     | —    | —    | —    | 2    | 3    | AF   | 3    | 1    | 1    | —    | 2    | —    | Q1   | AF       |
| Wimbledon       | —    | —    | —    | Q1   | 2    | 1    | 3    | 2    | 1    | —    |      | —    | 3    | 3        |
| US Open         | 1    | 2    | 3    | 3    | 1    | 2    | AF   | 1    | 2    | 1    | 2    | 3    | 1    | AF       |

### Doppel
Die Tabelle listet die Ergebnisse der Grand-Slam-Turniere, der ATP Finals, der Olympischen Spiele, des Davis Cups und der Masters-Turniere auf.
| Turnier           | 2023 | 2022 | 2021 | 2020 | 2019 | 2018 | 2017 | 2016 | 2015 | 2014 | 2013 | 2012 | 2011 | Karriere |
| ----------------- | ---- | ---- | ---- | ---- | ---- | ---- | ---- | ---- | ---- | ---- | ---- | ---- | ---- | -------- |
| Australian Open   | —    | —    | —    | —    | AF   | —    | —    | VF   | —    | —    | —    | —    | —    | 1 × VF   |
| French Open       | —    | —    | —    | 2    | —    | AF   | —    | 2    | VF   | AF   | 2    | —    | —    | 1 × VF   |
| Wimbledon         | 1    | VF   | —    |      | —    | S    | —    | AF   | AF   | S    | —    | —    | —    | 2 × S    |
| US Open           | 1    | —    | 2    | AF   | VF   | S    | —    | —    | 1    | AF   | 1    | 2    | 1    | 1 × S    |
| ATP Finals        | —    | —    | —    | —    | —    | S    | —    | —    | —    | —    | —    | —    | —    | 1 × S    |
| Indian Wells      | HF   | S    | AF   |      | —    | S    | 1    | F    | S    | —    | —    | —    | —    | 3 × S    |
| Miami             | —    | —    | —    |      | —    | 1    | F    | 1    | F    | HF   | —    | —    | 1    | 2 × F    |
| Monte Carlo       | —    | —    | —    |      | —    | —    | —    | —    | —    | —    | —    | —    | —    | —        |
| Madrid            | —    | —    | —    |      | —    | 1    | HF   | VF   | VF   | —    | —    | —    | —    | 1 × HF   |
| Rom               | —    | —    | —    | —    | —    | AF   | VF   | F    | HF   | —    | —    | —    | —    | 1 × F    |
| Kanada            | —    | —    | —    |      | —    | VF   | 1    | AF   | 1    | 1    | —    | —    | —    | 1 × VF   |
| Cincinnati        | —    | —    | —    | 1    | AF   | AF   | 1    | —    | AF   | F    | —    | —    | —    | 1 × F    |
| Shanghai          |      |      |      |      | —    | AF   | 1    | S    | 1    | AF   | —    | —    | —    | 1 × S    |
| Paris             | —    | —    | —    | —    | —    | HF   | AF   | VF   | F    | AF   | —    | —    | —    | 1 × F    |
| Olympische Spiele |      |      |      | —    |      |      |      | B    |      |      |      | —    |      | 1 × B    |
| Davis Cup         | —    | —    | —    | —    | —    | HF   | VF   | —    | —    | —    | —    | —    | —    | 1 × HF   |

Zeichenerklärung: S = Turniersieg; F, HF, VF, AF = Einzug ins Finale, Halb-, Viertel-, Achtelfinale; 1, 2, 3 = Ausscheiden in der 1., 2., 3. Haupt- / Finalrunde; Q1, Q2, Q3 = Ausscheiden in der 1., 2. 3. Qualifikationsrunde; RR = Round Robin (Gruppenphase); nicht ausgetragen oder andere Kategorie; PO (Playoff), P2 = Auf-/Abstiegsrunde zur Weltgruppe I/II im Davis Cup; W2 = Teilnahme in der Weltgruppe II

### Mixed
| Turnier         | 2010 | 2011 | 2012 | 2013 | 2014 | 2015 | 2016 | 2017 | 2018 | 2019 | 2020 | 2021 | 2022 | 2023 | Karriere |
| --------------- | ---- | ---- | ---- | ---- | ---- | ---- | ---- | ---- | ---- | ---- | ---- | ---- | ---- | ---- | -------- |
| Australian Open | —    | —    | —    | 1    | —    | —    | —    | —    | —    | —    | —    | —    | —    | —    | 1        |
| French Open     | —    | —    | —    | —    | —    | —    | —    | —    | —    | —    |      | —    | —    | —    | —        |
| Wimbledon       | —    | —    | —    | —    | —    | —    | —    | 2    | AF   | —    |      | —    | HF   | —    | HF       |
| US Open         | 1    | S    | AF   | 1    | —    | —    | —    | —    | —    | —    |      | —    | VF   | 1    | S        |

Zeichenerklärung: S = Turniersieg; F, HF, VF, AF = Einzug ins Finale / Halbfinale / Viertelfinale / Achtelfinale; 1, 2, 3 = Ausscheiden in der 1. / 2. / 3. Hauptrunde; nicht ausgetragen